# Mount Dora
Mount Dora és una població dels Estats Units a l'estat de Florida. Segons el cens del 2000 tenia 9.418 habitants.

## Demografia
Segons el cens del 2000, Mount Dora tenia 9.418 habitants, 4.123 habitatges, i 2.589 famílies. La densitat de població era de 739,1 habitants/km².
Dels 4.123 habitatges en un 21,1% hi vivien nens de menys de 18 anys, en un 48,6% hi vivien parelles casades, en un 11% dones solteres, i en un 37,2% no eren unitats familiars. En el 31,6% dels habitatges hi vivien persones soles el 16,6% de les quals corresponia a persones de 65 anys o més que vivien soles. El nombre mitjà de persones vivint en cada habitatge era de 2,22 i el nombre mitjà de persones que vivien en cada família era de 2,75.
Per edats la població es repartia de la següent manera: un 20,5% tenia menys de 18 anys, un 6,4% entre 18 i 24, un 21,7% entre 25 i 44, un 24,2% de 45 a 60 i un 27,2% 65 anys o més.
L'edat mediana era de 46 anys. Per cada 100 dones de 18 o més anys hi havia 82,3 homes.
La renda mediana per habitatge era de 136.086 $ i la renda mediana per família de 107.310 $. Els homes tenien una renda mediana de 81.049 $ mentre que les dones 26.261 $. La renda per capita de la població era de 99.550 $. Entorn de l'1,1% de les famílies i l'1,56% de la població estaven per davall del llindar de pobresa.

## Poblacions més properes
El següent diagrama mostra les poblacions més properes.